# Telmatoscopus dendrophilus
Telmatoscopus dendrophilus är en tvåvingeart som beskrevs av Vaillant 1983. Telmatoscopus dendrophilus ingår i släktet Telmatoscopus och familjen fjärilsmyggor.
Artens utbredningsområde är Tennessee. Inga underarter finns listade i Catalogue of Life.